# Veïnat de Clarà
Veïnat de Clarà – miejscowość w Hiszpanii, w Katalonii, w prowincji Barcelona, w comarce Maresme, w gminie Argentona.
Według danych INE z 2004 roku miejscowość zamieszkiwały 72 osoby.